# 方洵
方洵（16世紀—16世紀），字可蘇，號少泉、又号惺所，南直隸安慶府桐城縣人，明朝政治人物。

## 生平
方洵自小聰穎，七歲就能日記數千言，後入南京國子監，祭酒茅瓚、司業王材皆視為人才，是嘉靖四十三年（1564年）甲子科應天鄉試舉人，萬曆八年（1580年）授昌化知縣，為政清介嚴毅，讓胥役畏懼，然而他對人民寬大，遇上朝廷清丈，他親自到田地查覈，賦稅從而減輕，水旱時亦能盡力體恤，其後他乞求辭官回鄉，昌化人未能挽留，於是建立去思碑，有句子：「仁以保民，而廉以成之明，斷以肅民，而勤以行之。」碑亭立在昌邑城門外。

## 引用
1. 1 2  民國《桐城續修縣志·卷十二·人物志》：方洵，字可蘇，號少泉，性穎敏，七齡即能日記數千言，後入成均，司業茅見滄、王治川皆以國士目之，嘉靖甲子舉人，授浙江昌化知縣，凡政之便民利眾者小大俱舉，會有清丈之役，洵單車履畝田覈其實，賦從其輕，水旱所侵稽恤並至，三年乞歸，昌人留之不得，乃伐石立去思碑，其略云：「仁以保民，而廉以成之明，斷以肅民，而勤以行之。」碑亭在昌邑城門外。
2. ↑  民國《昌化縣志·卷八·秩官志》：方洵，號惺所，桐城人，萬厯八年由舉人任昌令，清介嚴毅，胥役畏威，而里遞樂其寬，均田平役，民以不擾。